# Шлезингер, Леон
Леон Шлезингер (англ. Leon Schlesinger; 20 мая 1884, Филадельфия, Пенсильвания — 25 декабря 1949, Лос-Анджелес, Калифорния) — американский кинопродюсер, основатель компании Leon Schlesinger Productions, позднее ставшей студией Warner Bros. Cartoons. На этой студии были созданы мультфильмы сериала Looney Tunes и его герои: Багз Банни, Даффи Дак и другие. Леон Шлезингер снялся в роли самого себя в фильме «Тебе надо сниматься в кино», где анимация активно совмещалась с реальными людьми.

## Юные годы и карьера
Шлезингер родился в еврейской семье в Филадельфии. После работы в театре в лице билетёра, музыкального менеджера, актера и управляющего (включая работу в Гамбургском театре "Палас" в городе Буффало, штат Нью-Йорк), Шлезингер основал Pacific Title & Art Studio в 1919 году, где большая часть его деятельности заключалась в написании интертитров к немым фильмам. Когда немые фильмы утратили свою актуальность из-за популяризации фильмов с синхронной съемкой в 1929-1930 году, Шлезингер начал рассматривать возможности для заработка на подобной технологии съемки, чтобы не потерять свой бизнес.

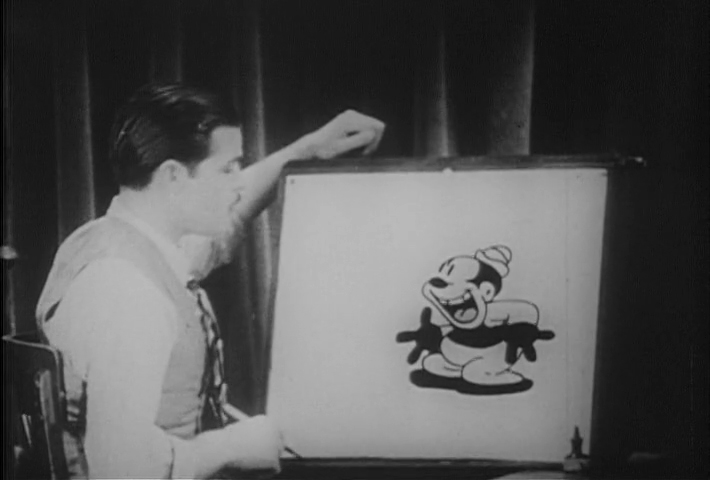
Дебют Боско

Некие знатоки кинематографа утверждают, что Шлезингер финансировал одну из первых самостоятельных работ Warner Bros. The Jazz Singer (1927), затем он заключил контракт со студией, чтобы под своим началом создать проект Looney Tunes, давший начало многим известным героям, первым таким героем считается человечек Боско, который был нарисован Хью Харманом и Рудольфом Изингом.

## Другие проекты
Также Шлезингер спродюсировал 6 фильмов категории B тематики вестерн в 30-х годах, где главную роль играл Джон Уэйн
- Haunted Gold (1932)
- Ride Him Cowboy (1932)
- The Big Stampede (1932)
- The Telegraph Trail (1933)
- Somewhere in Sonora (1933)
- The Man from Monterey (1933)

## Как бизнесмен
Шлезингер был достаточно проницательным бизнесменом, который умел находить юные таланты. Когда Харман и Изинг покинули Warner Bros., сохранив авторские права на дальнейшее использование персонажа Боско, Шлезингер основал собственную студию на углу Бульвара Сансета и приглашал мультипликаторов с разных студий. Одним из таких мультипликаторов был Фриз Фреленг, также Шлезингер нанял Роберта МакКимсона, Текса Эйвери, Чака Джонса и Фрэнка Тэшлина. Позже к студии присоединились Карл Старлинг и Мел Бланк, все эти люди стояли за созданием таких знаменитых персонажей как Багз Банни, Даффи Дак и Порки Пиг. Шлезингер из принципов не вторгался в процесс создания, позволяя своим подчиненным творить без ограничений, но только при условии того, что работа была коммерчески успешной и не вызывала сомнений в этом. Где-то в 1935 году Шлезингер продает Pacific Title & Art Studio, сконцентрировавшись на своей анимационной студии.

## Как актёр
Шлезингер снялся в роли камео в короткометражном фильме "Тебе надо сниматься в кино", Мел Бланк озвучил Даффи Дака, Порки Пига и остальных персонажей, кроме самого Шлезингера, которому пришлось озвучивать самого себя за кадром из-за неимения камеры с записью звука. В короткометражке Порки не может произнести фамилию "Шлезингер", постоянно обращаясь к последнему по его имени "Леон". Также Шлезингер был карикатурно изображен в Hollywood Steps Out, Russian Phapsody и Nutty News.

## Дальнейшая жизнь и смерть
Шлезингер оставался руководителем студии до 1944 года, когда он продал все свои активы Warner Bros.
Он продолжал продвигать персонажей и даже возглавлял Warners's Theater Services unit до своей смерти, Леон умер 25 декабря 1949 из-за осложнений вирусной инфекции.
На должности директора Warner Bros. был Эдуард Зельцер, а о смерти Леона стало известно 10 января 1950 года из газеты United Press. Леона похоронили на кладбище Hollywood Forever Cemetery в Голливуде.